# Brachyteles arachnoides
Brachyteles arachnoides är en däggdjursart som först beskrevs av É. Geoffroy 1806.  Brachyteles arachnoides ingår i släktet ullspindelapor och familjen cebusliknande brednäsor. IUCN kategoriserar arten globalt som akut hotad. Inga underarter finns listade.

## Utseende
Arten har en ljusbrun till guldfärgad ullig päls som är mer rödaktig nära individernas könsdelar. Som kontrast har ansiktet en svartgrå färg. Hos Brachyteles arachnoides finns tummar bara rudimentärt. Djuret har en lång svans som används som gripverktyg. I käkarna förekommer små hörntänder och kindtänder som är anpassade för föda som består av blad.
Hanar väger omkring 10 kg och honor cirka 8,5 kg.

## Utbredning
Denna primat förekommer i sydöstra Brasilien nära kusten. Arten vistas i kulliga områden och bergstrakter som ligger 600 till 1800 meter över havet. Regionen är täckt av olika slags skogar.

## Ekologi
Brachyteles arachnoides är aktiv på dagen och klättrar nästan uteseslutande i träd. Flera hannar och honor bildar flockar med 15 till 25 medlemmar. I motsats till flera andra primater är flockens hannar inte aggressiva mot varandra. Som nämnd tidigare äter denna ullspindelapa främst blad som kompletteras med frukter, frön, blommor, nektar, pollen, bark, bambu och ormbunkar. Under vandringar bildar flocken ofta en linje där den första testar grenarnas lämplighet för klättring.
Arten markerar reviret med urin men territoriet försvaras inte mot andra flockar. Det registrerades inte heller ömsesidig pälsvård. Parningen sker 7 till 8,5 månader före den torra perioden (maj till september) och en hona parar sig med flera hannar vis versa. Honan föder bara en unge per kull. Den håller sig under den första tiden fast i pälsen nära moderns bröst. Efter cirka 6 månader kan den rida på moderns rygg. Ungen börjar efter cirka ett år med fast föda och 18 till 30 månader efter födelsen slutar honan helt med digivning.
I motsats till de flesta andra primater lämnar honor flocken efter 4 till 6 år. Könsmognaden infaller efter 6 till 11 år.